# St. Laurentius (Hemsbach)

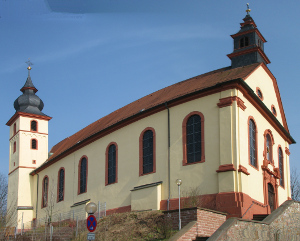
St.-Laurentius-Kirche

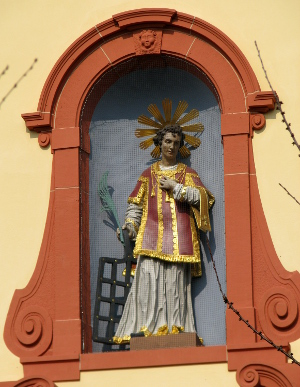
Der Patron Laurentius an der Stirnfassade

Die St.-Laurentius-Kirche ist eine katholische Kirche in Hemsbach im Rhein-Neckar-Kreis im Nordwesten Baden-Württembergs. Sie wurde zwischen 1747 und 1749 erbaut.

## Geschichte
Hemsbach wurde im Jahr 795 erstmals im Lorscher Codex erwähnt. Seit wann es eine Kirche gab, ist nicht genau bekannt. Im 12. Jahrhundert wird erstmals ein Pfarrer genannt und 1238 eine Kirche. Sie war Filialkirche von Heppenheim und gehörte so kirchlich zum Erzbistum Mainz. Über die Landeshoheit über Hemsbach gab es Streit zwischen dem Bistum Worms und der Kurpfalz, so dass die 1556 in der Pfalz eingeführte Reformation zunächst keine Auswirkungen auf Hemsbach hatte. Erst nach einer Synode in Heidelberg wurde die Reformation 1573 gewaltsam durchgesetzt, mit der Begründung, dass das Patronatsrecht im Besitz der Kurpfalz sei. Der erste reformierte Pfarrer war David Pareus. 1653 schlossen die Kurpfalz und Kurmainz den Regensburger Rezess. Bestandteil dieses Vertrags war, dass nun in Hemsbach und im benachbarten Laudenbach die Kirchen simultan genutzt wurden. Der katholische Pfarrer für die beiden Dörfer hatte seinen Sitz in Hemsbach, der reformierte in Laudenbach.
Mitte des 18. Jahrhunderts beantragte man einen Neubau der Kirche, weil vom alten Bau nur der untere Stock gemauert und der Holzaufbau wurmstichig war. Die alte Kirche wurde abgerissen, nur der romanische Turm blieb erhalten. 1749 war der Neubau von Kaspar Valerius vollendet und am 4. April 1751 wurde die Kirche geweiht. 1807/08 wurden das Langhaus um zwei Achsen verlängert und der Dachreiter aufgesetzt. 1935/36 bauten die Evangelischen in Hemsbach die Christuskirche. Deswegen wurde das Simultaneum beendet und die St.-Laurentius-Kirche renoviert.
Kirche und Pfarrei gehören seit 2000 mit Laudenbach und Sulzbach zur Seelsorgeeinheit Hemsbach im Dekanat Heidelberg-Weinheim im Erzbistum Freiburg.

## Beschreibung

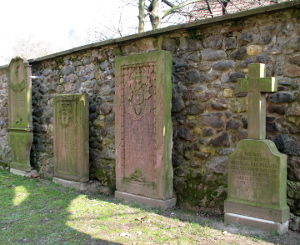
Grabdenkmäler an der östlichen Mauer

Die St.-Laurentius-Kirche steht im Zentrum von Hemsbach. Der barocke Putzbau ist mit Eckpilastern versehen. Der Kirchturm mit seiner welschen Haube steht an der Westseite am Übergang des polygonalen Chors zum Langhaus. An der Südfassade befindet sich über dem Portal eine Rundbogennische mit dem hl. Laurentius. Der trapezförmige Giebel schließt mit einem Dachreiter. Die Mauer des alten Kirchhofs ist zum Teil erhalten. An ihr sind einige Grabdenkmäler aufgestellt, die sich früher an der Kirche befanden. Der älteste Grabstein stammt von 1689.
Im Innern sind Chor und Langhaus mit Spiegelgewölben ausgeführt. Der barocke Hochaltar stammt von um 1750. Die alten Seitenaltäre wurden bei der Renovierung 1936 entfernt.
Die Orgel wurde 1960 von Hans-Theodor Vleugels erbaut. Das Instrument hat 23 Register auf zwei Manualen und Pedal. Es verfügt über Kegelladen mit elektropneumatischen Trakturen.
Im Turm befindet sich ein fünfstimmiges Glockengeläute aus Bronze. Das bisherige Hauptgeläute, das 1953 von der Glockengießerei Hamm in Frankenthal gegossen wurde und aus den vier größeren Glocken besteht, wurde um die kleine historische Glocke von 1809 ergänzt, die Lucas Speck in Heidelberg ursprünglich für das kleine Uhrtürmchen gefertigt hat.
Übersicht
| Glocke | Name               | Durchmesser | Gewicht | Schlagton |
| ------ | ------------------ | ----------- | ------- | --------- |
| 1      | Christus-Glocke    | 1100 mm     | 717 kg  | fis′+3    |
| 2      | Marien-Glocke      | 923 mm      | 438 kg  | a′+4      |
| 3      | Laurentius-Glocke  | 823 mm      | 298 kg  | h′+2      |
| 4      | Schutzengel-Glocke | 731 mm      | 213 kg  | cis″+2    |
| 5      | –                  | 545 mm      | –       | dis″+5    |

## Nachweise
1. ↑  Glockeninspektion Erzbistum Freiburg: Kath. Pfarrkirche St. Laurentius in Hemsbach
2. ↑  youtube.com: Hemsbach St. Laurentius Plenum

Koordinaten: 49° 35′ 28,8″ N, 8° 39′ 23,9″ O